# Liste des accidents ferroviaires en France en 1901
Pour des articles plus généraux, voir Liste des accidents ferroviaires en France, Liste des accidents ferroviaires en France au XXe siècle et Liste des accidents ferroviaires en France dans les années 1900.
La liste des accidents ferroviaires en France en 1901 est une liste non exhaustive, chronologique.

## Avril
- 9 avril 1901 - À environ sept kilomètres de Nantes, sur la ligne Nantes-La Rochelle, vers 19 heures 30, malgré un signal d'arrêt, un express venant de La Roche-sur-Yon conserve une vitesse excessive à l'entrée en gare de Vertou, et percute un train-navette en instance de départ pour Nantes. Dans le choc, cinq voitures des deux trains sont détruites, un homme d'équipe s'apprêtant à atteler le train tamponné à sa machine est tué, neuf voyageurs sont blessés[1].
- 23 avril 1901 - Sur la ligne Toulouse-Bayonne, en gare de Portet-Saint-Simon, vers 23 heures, un train de 500 pèlerins venant de Pamiers est en cours de changement de sens pour quitter la ligne de l'Ariège et prendre la direction de Lourdes lorsqu'il est percuté par une machine haut-le-pied brûlant les signaux fermés, qui écrase le fourgon et broie cinq voitures. Malgré sa gravité, la collision ne fera que deux morts et quatre blessés, la plupart des voyageurs étant descendus du train tamponné à la faveur du long stationnement en gare[2].

## Juin
- 15 juin 1901 - À 6 heures, près de Chailland, sur la ligne en construction de Laval à Landivy du réseau à voie métrique des chemins de fer départementaux de la Mayenne, un train de ballast venant de Laval s'emballe dans une pente sur le rail humide et déraille, s'écrasant contre une maison. De ses vingt occupants, sept seront tués, et six grièvement blessés[3].

## Août
- 12 août 1901 - Sur la ligne à voie métrique d'Angers à Noyant-Méon du réseau dit du Petit Anjou, près de Mazé, un train Baugé-Angers percute une carriole d'excursionnistes dont le cheval s'est emballé. Sur les six passagers, une jeune fille et un enfant de quatre ans sont tués, les quatre autres sont grièvement blessés[4].

## Septembre
- 15 septembre 1901 - Sur la ligne d'Évreux à La Loupe, vers 13 heures, peu avant la gare de Damville, dans une courbe prononcée, un train pour Évreux déraille. La locomotive, le tender et le fourgon de tête dévalent le remblai, mais la suite du convoi reste sur le ballast. Le mécanicien est tué, le chauffeur et le conducteur[5] de tête sont blessés, les voyageurs sont indemnes[6].
- 22 septembre 1901 - Vers une heure, sur la ligne Limoges-Périgueux, en gare de La Coquille, par suite d'une défaillance des signaux, un train de marchandises en attente du départ est tamponné par un autre. Dans le choc, deux garde-freins sont tués, quatre autres cheminots sont blessés[7].

## Novembre
- 8 novembre 1901 - Sur la voie unique de la Ligne de Port-Sainte-Marie à Riscle, près de la gare d'Eauze, un train de marchandises venant de cette ville rencontre vers midi trente une machine haut-le-pied venant de Condom. Dans le choc, quatre cheminots sont tués[8]. En janvier 1902, le Tribunal correctionnel de Condom condamnera pour homicide involontaire les chefs de gare d'Eauze et de Bretagne-d'Armagnac ayant laissé partir les deux convois respectivement à trois mois et un mois de prison avec sursis[9].

## Décembre
- 20 décembre 1901 - À 19 heures 20, à Lyon, l'express Lyon-Genève, parti de la gare de Perrache, percute un train-tramway se dirigeant vers le quartier de Montchat sur le passage à niveau de la rue Paul-Bert, que ses deux garde-barrières, occupés à converser, ont négligé de fermer[10]. La collision fera quatre morts et une quarantaine de blessés[11].